# Манонвиллер
Манонвилле́р (фр. Manonviller) — коммуна во французском департаменте Мёрт и Мозель региона Лотарингия. Относится к кантону Люневиль-Сюд.	

## География

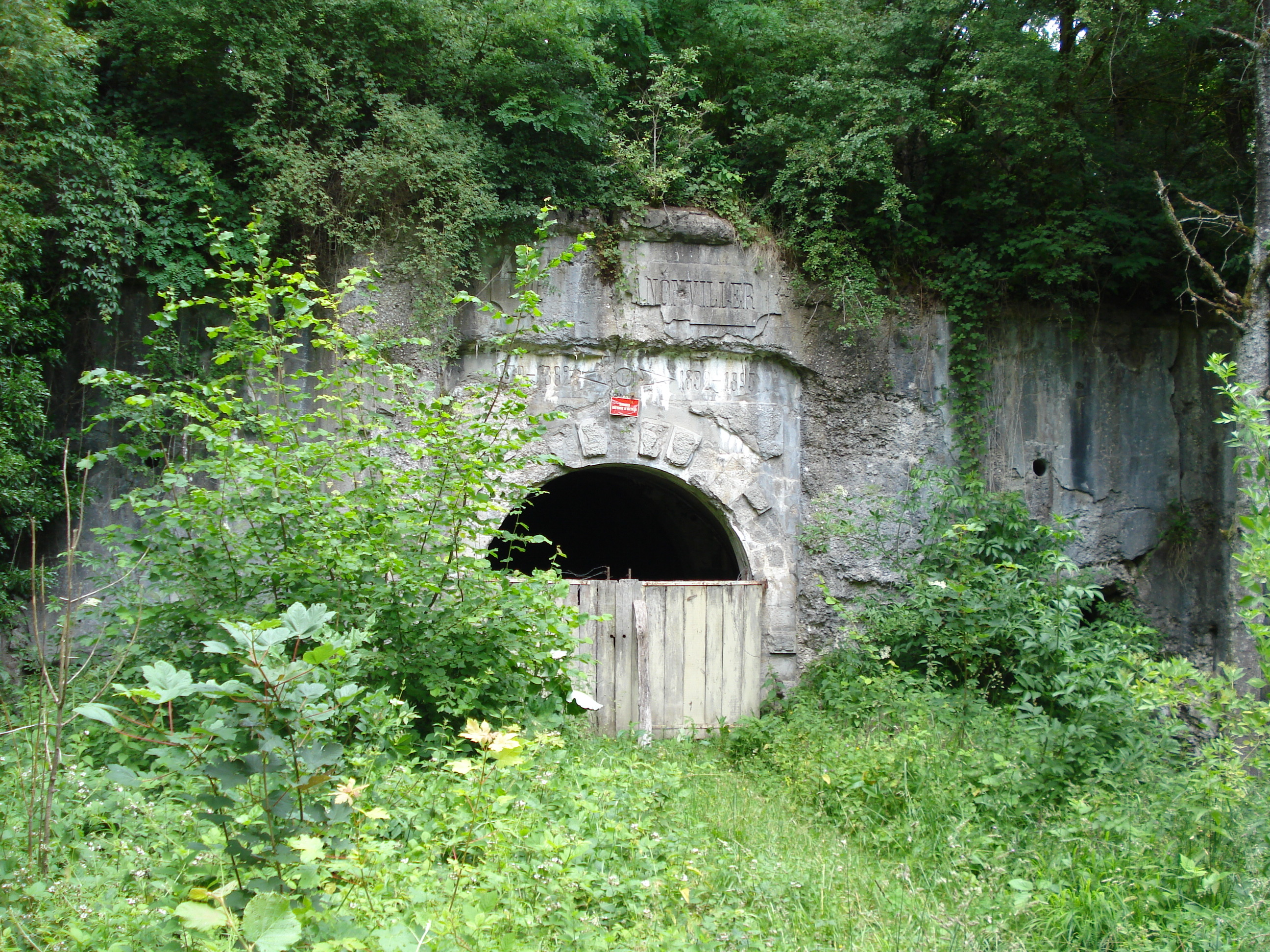
Вход в форт Манонвиллер.

Манонвиллер расположен к юго-востоку от Нанси. Соседние коммуны: Ланёввиль-о-Буа на севере, Домжевен и Бенамениль на юго-востоке, Тьебомениль и Маренвиллер на западе.

## Демография
По переписи 1999 года в коммуне проживало 149 человек.	

## Достопримечательности
- Замок XIV века, руины.
- Развалины крепости Манонвиллер.
- Пост наблюдения времён Первой мировой войны (построен в 1914 году), состоящий из 3 бетонированных галерей, скрытых земляной насыпью.
- Церковь Манонвиллер: башня XVIII века, хоры XVI века, неф XVIII века.